# Joseph Gurney Cannon
Joseph Gurney Cannon, né le 7 mai 1836 dans le comté de Guilford (Caroline du Nord) et mort le 12 novembre 1926 à Danville (Illinois), est un homme politique américain de l'Illinois, membre du Parti républicain. Représentant à la Chambre durant 23 mandats, il en est président de 1903 à 1911. 

## Biographie
Joseph Gurney Cannon représente un district de l'Illinois à la Chambre des représentants des États-Unis pendant vingt-trois mandats non consécutifs entre 1873 et 1923 ; à sa retraite, il est le membre du Congrès des États-Unis ayant siégé le plus longtemps. De 1903 à 1911, il est élu président de la Chambre, devenant l'un des speakers les plus puissants de l'histoire des États-Unis.
En tant que président pendant la majeure partie des présidences de Theodore Roosevelt et de William Howard Taft, Joseph Cannon fait obstacle aux politiques progressistes avancées par Roosevelt et plus tard abandonnées par Taft. Une révolte contre l'autorité de Cannon en tant que président, dirigée par George W. Norris, contribue à la scission du Parti républicain lors des élections de 1910 et 1912 et à d'importantes réformes des règles de la Chambre.
Le Cannon House Office Building, le plus ancien immeuble de bureaux du Congrès, est nommé en son honneur en 1962.